# Bacopa monnierioides
Bacopa monnierioides là một loài thực vật có hoa trong họ Mã đề. Loài này được (Cham.) B.L.Rob. mô tả khoa học đầu tiên năm 1909.